# اندیس آنومالی گزدر
آنومالی گزدر یک اندیس فلزی است که در حوالی شهر سهل آباد استان خراسان قرار دارد و مادهٔ معدنی موجود در آن، طلا است.سنگ میزبان این اندیس لیسونیت است  